# Выдерга (посёлок)
Выдерга — поселок в Путятинском районе Рязанской области. Входит в Строевское сельское поселение

## География
Находится в северо-восточной части Рязанской области на расстоянии приблизительно 2 км на север по прямой от районного центра села Путятино.

## История
В 1859 году здесь (тогда деревня Сапожковского уезда Рязанской губернии) было учтено 9 дворов, в 1897 - 13.

## Население
Численность населения: 77 человек (1859 год), 95 (1897), 9 в 2002 году (русские 100%), 4 в 2010.